# 크레마 (전자제품)
크레마는 2012년 대한민국에서 출시된 터치 기반 전자책 단말기 단말기로 예스24, 인터넷 서점 알라딘, 반디앤루니스 등의 서점사와 몇몇 출판사 그리고 중앙일보가 출자해 만든 회사인 (주)한국이퍼브를 통해 각 서점사에서 출시하였다. 한글과컴퓨터가 뷰어 개발을, 페이지원이 기기 제조를 담당하였다. 

## 사양
사양은 무게 215g, 6인치, 600X800, 4GB 저장 공간, SD카드 지원, WIFI 연결, 256MB 메모리, 배터리 용량은 1,500mAh 등이다. 안드로이드 4.2 버전을 운영체제로 사용한다.  MicroSD 슬롯과, 마이크로 USB 단자가 있어 최대 32GB의 MicroSD를 지원하고 충전 시 사용한다. 클라우드 파일 저장 서비스를 지원하여 다른 단말기에서도 동일한 북마크,하이라이트, 메모 등을 볼 수 있고 웹서핑도 가능하다.

## 출시기기

### 크레마 샤인
대한민국 E-book 뷰어 끝판왕 1세대. E-ink 패널에 프론트 라이트, 그런 주제에 안드로이드 4.0을 지원한다! 아마존 하나면 모든 게 끝나는 해외 사정과는 달리, 수많은 E-book 회사가 난립 하고, 그중 대부분이 안드로이드로 서비스되는 한국 시장의 상황을 생각하면 이것은 굉장한 이점이다.
출시되고 오랫동안 부실한 고객 지원으로 말이 많았지만 2015년 말부터 한국이퍼브가 갑자기 폭풍 고객 지원을 해주기 시작했다.  2015년 12월 22일(화) 업데이트로 크레마 카르타와 동일하게 열린 서재 지원이 되어 웬만한 전자책 서비스는 다 이용이 가능하게 되었고, 2016년 1월부터 3월 현재까지 연달아 이루어진 업데이트로 뷰어 프로그램이 전체적으로 매우 부드러워지고 이런저런 기능이 생겼다. 
2016년 남아있던 재고가 소진됨에 따라 단종 되었다. 추가 생산 계획은 없다고 하고, 앞으로는 크레마 사운드가 저가 라인업을 대체할 듯하다.

### 크레마 카르타
2015년 초부터 한국이퍼브는 "신형 뷰어의 제작이 완료되는 대로 새로운 리더기를 발매할 예정"이라고 주장해 왔다. 하지만 당시 한국이퍼브는 내부적으로도, 외부적으로도 엉망인 상태였기 때문에 이 말에 크게 기대를 걸었던 사람은 거의 없었다. 그런데 2015년 여름에 리디북스가 페이퍼의 출시를 예고했고, 이에 대응하여 예스24의 직원이 '신기종이 출시될 예정'이라는 말을 흘렸다. 그 뒤 알라딘 직원의 실수로 완전히 유출되었다.
2015년 9월 15일(화) 공식적으로 출시되었다. 출시 가격은 159,000원이다. 32,000원짜리 케이스와 세트로 169,000원에 판매하고 있으며 세트에 대한 10,000원짜리 할인 쿠폰이 뿌려지고 있어 출시 가격인 159,000원에 단말기와 케이스를 함께 구매할 수 있다. 출시 이후 타사의 전자책 앱을 설치할 수 있는 열린 서재 기능을 업데이트 예고하였다. 따라서 경쟁사인 리디북스의 책 또한 볼 수 있을 거라는 기대감에 많은 사람이 지름신을 영접 하고 있다. 출시 15일 만인 2015년 9월 30일 YES24의 1차 판매 물량인 1,500대가 완판되었다고 한다.
안드로이드 전자책 끝판왕으로 불리던 톨리노사의 Netronix OEM인 톨리노 비전의 커스텀 모델로 추정되는 중이다. 사양도 그렇고 케이스까지 호환될 정도로 모습이 똑 닮았다.[13] 비전2보다 해상도가 높아진 탓인지, 한국이퍼브의 저주인지, 속도가 전작인 크레마 샤인보다 (놓고 비교하면 알 수 있을 정도지만) 조금 느리다. 물론 디스플레이나 디자인은 샤인보다 훨씬 나아졌다.

### 크레마 사운드
2016년 10월 13일 한국이퍼브에서 출시되었다. 전작들과는 다르게 3.5파이 이어폰잭을 추가하여 음악 재생 및 TTS(Text-To-Speech)를 사용할 수 있게 되었다. 또한 리디북스 페이퍼 시리즈와 같이 이전 시리즈에는 없던 좌우 넘김 물리 버튼이 추가되었다. 전작인 크레마 카르타의 300ppi에 비해 낮아진 212ppi의 해상도[4] 배터리가 200mAh가량 증가했지만, 락칩의 효율이 낮아서 배터리가 빨리 소모된다. 완충 후에 와이파이를 끄고 대기 상태로 두면 하루에 10%~15% 정도 소모되고 5일에서 일주일 정도는 간다. 하지만 와이파이를 켜고 대기 상태로 두면 하루나 이틀이면 0%로 떨어진다.
예상대로 해상도가 낮아짐으로써 체감 성능이 더 나아졌다는 사람들이 많다. 의외로 완성도가 낮지 않아 반응은 좋은 듯.. 다만 기존 크레마 카르타와 비교하면 잔상이 더 심하게 남아, 되도록 리프레시 설정을 꼭 점검하는 게 좋다. 리프레시 설정을 하지 않은 디스플레이 제품들은 차마 눈뜨고 보기 힘들 수준의 잔상을 지니고 있어 구매하려는 사람들을 깜짝 놀라게 할 정도다.
여담으로 소프트웨어를 개발로 만들었는지 사용자들은 무슨 일만 있으면 공장 초기화를 하고 있다. 실제로 갑자기 배터리 누수가 생기거나, 버벅거린다거나 하는 경우 공장 초기화를 하면 멀쩡해진 경우가 많다고 한다. 그래서 커뮤니티에서는 아예 사자마자 펌웨어 업그레이드 이후 바로 공장 초기화를 진행하길 추천했다. 이는 초기 버전의 이야기이고, 여러 차례의 펌웨어 업그레이드 이후 출시 직후보다는 안정된 편이니 굳이 공장 초기화를 할 필요는 없어졌다.
이어폰이 있기에 사전에서 TTS 음성 합성을 지원하는데 다만 직접 사전을 열 때는 안 되고 크레마 뷰어에서 텍스트를 선택하여 '검색'을 눌렀을 때 뜨는 팝업 사전에서만 이용할 수 있다. 또한 초기 1회만 한하여 Wi-Fi상에서 TTS 데이터다운로드를 해줘야 한다.
또한 기간 파일을 전송해 주는 앱인 Send Anywhere의 크레마 판인 Send to 크레마 앱이 기본 탑재되어 있다.
2017년 10월에 yes24에서 한정판인 라인 에디션이 나와서 좋은 반응을 얻고 있다. 라인 프렌즈의 브라운 곰돌이의 이미지와 색깔을 반영한 모델이다.
2019년 4월 18일 크레마 사운드업이 출시되었다. 안드로이드 4.4로 버전 상향되었으며 크레마 사운드 대비 UI가 대폭 변경되었다. 또한, 기존 플립 케이스는 호환 가능하다고 한다. 대기 효율이 3배 늘었다고 하는데 배터리 용량 자체는 그대로이며, 사전에 옥편이 추가되었다. 출고가는 12만 9,000원. 전작보다 2만 1,000원 올랐다.

### 크레마 사운드 업
2019년 4월 18일 한국이퍼브에서 출시되었다. 안드로이드 4.4.4로 버전 상향되었으며 크레마 사운드 대비 UI가 대폭 변경되어 더 이상 기본 크레마 앱이 홈 역할을 하지 않고 대신 새로운 홈 화면이 자리하게 되었다. 또한, 크레마 사운드용으로 제작된 기존 플립 케이스는 호환할 수 있다. 대기 효율이 3배 늘었다고 하는데 배터리 용량 자체는 그대로이며, 사전에 옥편이 추가되었다. 출고가는 12만 9,000원. 전작보다 2만 1,000원 올랐다.
크레마 사운드 대비 차이점은 다음과 같다.
- 안드로이드 4.4로 버전 업
- 열린 서재 앱을 5개 초과로 설치할 경우 바로가기 아이콘을 보여줄 수 없는 문제 해결
- 블루투스 기능 추가
- 옥편 사전 추가
- AP 변경 (듀얼코어에서 쿼드코어로 개선)
- 반투명한 메뉴 대신 홈화면으로 이동하도록 변경, 새로운 홈화면 및 UI 적용.

### 크레마 그랑데
출고가는 200,900원으로 2017년 10월 19일 오후 3시부터 예약 판매를 시작했으며, 11월 9일부터 정식 판매를 시작하였다.  예약 판매 기간 중 일시적으로 옥션에서 카드 청구 할인이 15%가 일시 적용되어 약 4만 원가량 추가 할인이 되었으나 지금은 막혔다.

## 같이 보기
- 전자책
- 킨들